# 피리 (악기)

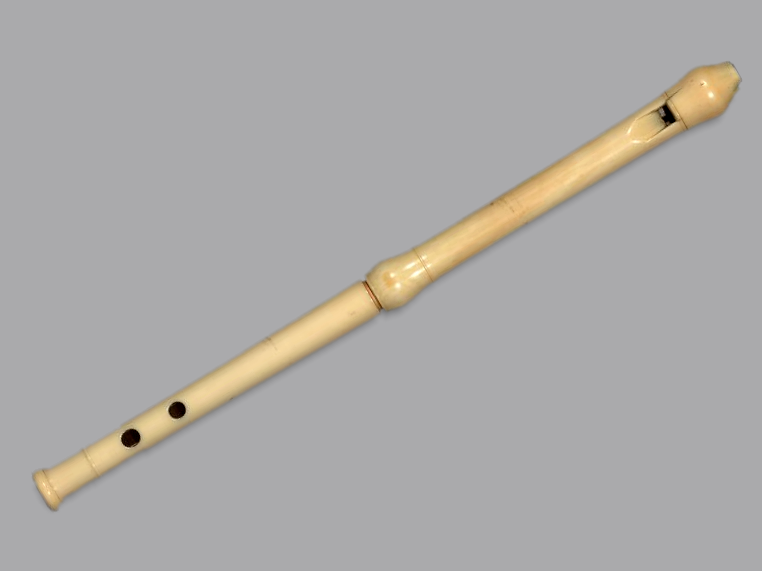

피리 또는 파이프(pipe)는 관형 관악기이다.

## 민속 피리
피플(Fipple) 플룻은 전 세계 여러 문화권에서 발견된다. 종종 6개의 구멍이 있는 양치기의 피리는 일반적인 목가적인 이미지이다. 목자들은 종종 양들을 달래고 즐겁게 하기 위해 피리를 불었다. 현대적으로 제조된 6구 포크 파이프는 페니휘슬(pennywhistle) 또는 틴 휘슬이라고 한다. 리코더는 피리 형태로 학교에서 기본적인 교육용 악기로 자주 사용되지만 오케스트라 음악에도 사용될 만큼 다재다능하다.

## 리드관
리드관은 피플 플룻과 구조가 유사하지만 휘슬 마우스피스 대신 오보에와 같이 더블 리드(double reed)를 사용하는 악기이다.

## 혼파이프
혼파이프(hornpipe)는 혼으로 만든 공명기에서 끝나는 싱글 리드가 있는 하나 이상의 파이프가 있는 악기이다. 간단한 악기는 리드, 파이프, 공명기만으로 구성될 수 있다. 더 복잡한 악기에는 연주를 용이하게 하기 위해 공통 요크에 고정된 여러 파이프, 여러 공명기 또는 혼 마우스피스가 있을 수 있다. 이 악기들은 동쪽의 인도에서 서쪽의 스페인, 북아프리카와 대부분의 유럽을 포함하는 넓은 지역에서 알려져 있다.

## 같이 보기
- 백파이프
- 플루트
- 오르간
- 팬파이프